# Litadeini
Tribu
Les Litadeini sont une tribu d'insectes qui fait partie de l'ordre des hémiptères, du sous-ordre des hétéroptères (punaises), de la famille des Tingidae et de la sous-famille des Tinginae.

## Liste des genres
Aeopelys
Aristobyrsa
Cephalidiosus
Cottothucha
Holophygdon
Larotingis
Litadea
Malagasotingis
Neobarnus
Oecharis
Ogygotingis
Palauella
Pseudohegesidemus
Psilobyrsa
Stragulotingis
Tadelia
Tanytingis
Therontingis